# Barbara Arbuthnott
Barbara Elrington Douglas Arbuthnott (Templemore, Irlanda, 12 de septiembre de 1822 -  Grøa, Noruega, 28 de agosto de 1904) fue una mujer de familia escocesa que vivió en el municipio de Sunndal, Noruega, donde fue una pionera agrícola, hizo obras de caridad, fundó una biblioteca local y escribió libros sobre avicultura.

## Biografía
De familia escocesa adinerada. Su padre, Sir Neil Douglas (fallecido en 1853), fue un oficial escocés y teniente general del ejército británico. Su madre era hija de un rico banquero de Edimburgo. Estudió griego, latín y alemán en Bruselas (1831-1840). Conoció a la reina Victoria en 1842. Viajando con su progenitor por Asia aprendió a hablar hindi.
Se casó con James Allen (1846-1849), que murió de cólera, y luego con Neil Ferguson, fallecido en la Guerra de Crimea (1853-56). En Londres conoció al violinista y fundador del teatro noruego Ole Bull.  El 6 de diciembre de 1865, se casó con su tercer marido, William Arbuthnott, hijo del octavo vizconde de Arbuthnott, con quien fue de luna de miel a Sunndal, Noruega para mostrarle la pesca del salmón.
Regresó al ese enclave noruego varias veces porque le gustó su valle, su paisaje y sus gentes a las que ayudó cuando sufrieron avalanchas, inundaciones o malas cosechas. Les enseñó higiene, consejos sanitarios y fundó una biblioteca local y fue una pionera agrícola.
Fue también una pionera agrícola en Noruega, al llevar aves de corral y cerdos desde Gran Bretaña. Además escribió libros sobre la cría de pollos: The Henwife  (1861) y The Henwife – Her own experience in her own Poultry-Yard (1870).
Se divorció de William después de que su hijo de 20 años de su segundo matrimonio, aquejado de epilepsia, muriera supuestamente porque pensó que su esposo le había provocado un ataque epiléptico al pelearse con su él. Llevó a su hijo enfermo con un caballo y un carro a través de la cordillera de Dovrefjell, Noruega, mientras intentaba salvarle la vida. A la muerte del hijo, en 1868, compró allí la granja Løken, que hoy es un museo local.
Luego limpió el terreno para construir una nueva granja, Elverhøy. Aprendió a hablar noruego por su cuenta, convivió con el traductor Oluf Endresen y organizó fiestas para la burguesía. 
En 1876 construyó Alfheim, granja en lo alto del valle de Grødalen. Su banco inglés quebró en 1886, mientras vivía con el profesor local Lars Hoaas, y aunque vendió propiedades, se arruinó, hasta el punto de que su alojamiento y manutención fueron pagados por vecinos a los que en su día ayudó.. Desde 1892 hasta su muerte en 1904 vivió en la pobreza en Einabu, cerca del pueblo de Grøa.

## Legado
- El Parque del Patrimonio Cultural de Leikvin ( Leikvin Bygdemuseum ) alberga una colección del patrimonio de Barbara Arbuthnott.
- El musical Lady Arbuthnott – La amante de Elverhøy ( Lady Arbuthnott -Frua på Elverhøy ), del dramaturgo noruego Stig Nilsson con música de Lars Ramsøy-Halle, se representa anualmente desde el Festival Cultural Sunndal ( Sunndal Kulturfestival ) de 1996.[5]
- El documental Lady Arbuthnott: La reina de Sunndal se emitió en 1999 en la Norwegian Broadcasting Corporation.

## Otras fuentes
- Hauge, Eiliv Odde (1957) Lady Arbuthnott og hennes menn (Gyldendal) ISBN 82-91132-06-2
- Selmer, Odd (1977) Barbara Arbuthnott (Gyldendal norsk Forlag) ISBN 978-82-05-10524-9